# سامانتا کرفرد
 سامانتا کرفرد (انگلیسی: Samantha Crawford؛ زاده ۱۸ فوریهٔ ۱۹۹۵) یک تنیس‌باز اهل ایالات متحده آمریکا است.